# Romery (Marna)
Romery è un comune francese di 164 abitanti situato nel dipartimento della Marna nella regione del Grand Est.

## Società

### Evoluzione demografica
Abitanti censiti